# Raoul Bailly
Pour les articles homonymes, voir Bailly.
 (août 2018).
Si vous disposez d'ouvrages ou d'articles de référence ou si vous connaissez des sites web de qualité traitant du thème abordé ici, merci de compléter l'article en donnant les références utiles à sa vérifiabilité et en les liant à la section « Notes et références ».
Raoul Bailly, né le 12 novembre 1903 à Reims et mort le 18 octobre 1973, est un journaliste français.

## Biographie
Journaliste français qui a travaillé pour le journal Le Temps jusqu'en 1939. Après quelques années dans la Résistance, il participe en 1945 à la campagne de libération de l'Autriche avec la 2e DB du général Leclerc. 
Raoul Bailly s'est établi à Vienne où il a travaillé comme correspondant de Radio France à partir de 1945. Il interviendra notamment lors des événements de Hongrie de 1956,. Son émission phare s'appelait Le Beau Danube bleu sur RFI[réf. nécessaire]. Il assurait aussi les bulletins quotidiens d'actualité en direct d'Autriche.
Il était marié et père de trois enfants.